# もんぴー
『もんぴー』(Monpy)は日本のクレイアニメ、またはその登場人物。
1話1分、全18話。NHK教育のおかあさんといっしょ内で放送されたことがある。

## キャラクター
もんぴー
緑色の猿。
カモノンくん
赤色のカモノハシ。
ちんぴー
青色の猿。
くるみん　
ピンクの猿。
トケッポちゃん　
黄色のカンガルー　

## スタッフ
- アニメーション：石田卓也

## エピソード
開始時は下部に「もんぴー Monpy」という表示で、上部にもんぴーがいるが、サブキャラクターが1人登場するときは、遅れてそのサブキャラクターが登場、コールも「もんぴーと、○○」に変わる。